# Baronía de Blancafort
La Baronía de Blancafort es un título nobiliario española creado por el rey Carlos III, el 2 de septiembre de 1771, a favor de Francisco Sangenís y Pocurull, que convirtió la Baronía Jurisdiccional de Blancafor en Título del Reino.
La baronía era centrada en el Castillo de Blancafort, el cual consta que fue conquistado por el vizconde de Àger, Guerau Ponç II de Cabrera, en el año 1116. Los restos del castillo habitualmente no son visibles porque están cubiertas por las aguas del pantano de Canelles.

## Armas
Cuartelado en cruz. Primero de oro, un castillo de púrpura. Segundo de oro, una campaña de sable (negro), almenada y mazonada de plata. Tercero de azur, una estrella de oro. Cuarto, en campo de oro cuatro palos de gules. [cita requerida]

## Barones de Blancafort
|                                                         | Titular                                                 | Periodo                                                     |
| Creado el 2 de septiembre de 1771 por el rey Carlos III | Creado el 2 de septiembre de 1771 por el rey Carlos III | Creado el 2 de septiembre de 1771 por el rey Carlos III     |
| ------------------------------------------------------- | ------------------------------------------------------- | ----------------------------------------------------------- |
| I                                                       | Francisco de Sangenis y Pucurull                        |                                                             |
| II                                                      | José Sangenis y Torres                                  |                                                             |
| III                                                     | Manuel de Sangenis y Langlés                            |                                                             |
| IV                                                      | José María Moncasi y Tertre                             | Rehabilitado en 1981 a favor de José María Moncasi y Terte. |
| V                                                       | Alfonso Moncasi Masip                                   | 2017-Actual Titular.                                        |

## Historia de los Barones de Blancafort
1. Francisco de Sangenis y Pocurull (n. Blancafort, 9 de octubre de 1721), casó con Teresa Torres y Castelnou. Carlos III de España convirtió la baronía jurisdiccional de Blancafort en Título del Reino, según decreto de 2 de septiembre de 1771.
2. José de Sangenis y Torres (n. Albelda, 22 de septiembre de 1764), casó con María del Pilar Langles y Comenge.
3. Manuel de Sangenis y Langles (n. Albelda, 24 de diciembre de 1808), casó con Ramona Mata y Fumaz.
4. José María Moncasi Tertre (n. Zaragoza, 1932), caballero de la Real Maestranza de Zaragoza, rehabilita el título con fecha 3 de noviembre de 1982.
5. Alfonso Moncasi Masip.

## Antonio Sangenís y Torres
Antonio de Sangenís y Torres  (Albelda (Huesca), 12 de julio de 1767 - Zaragoza, 12 de enero de 1809), cuarto hijo de Francisco Sangenís y Pocurull, quien poseía el título de XII barón de Blancafort, y Teresa Torres Castelnou, fue un ingeniero militar distinguido en los Sitios de Zaragoza. Nacido de familia noble, comenzó su carrera militar como subteniente de infantería en 1774. En julio de 1783 se graduó en la Real Academia Militar de Matemáticas de Barcelona, tras lo cual recibió en 1790 el título de ayudante de ingeniero.
En 1794 consiguió la titulación de ingeniero extraordinario, y posteriormente fue ascendido a capitán. Su carrera militar continuó en ascenso y en 1805 fue nombrado sargento mayor de brigada, a partir de lo cual se dedicó a tareas de enseñanza. Se unió a Palafox en Zaragoza durante 1808 como Comandante de Ingenieros con el objetivo de fortificar y defender la ciudad contra los ataques franceses.

## José Moncasi y Sangenís
El abuelo, por vía paterna, de Alfonso Moncasi Masip, V Barón de Blancafort, aunque nacido en Zaragoza, el día 6 de mayo de 1907, su vinculación albeldense fue innegable, pues tanto su familia paterna como la materna, descendía de antiguas familias asentadas en nuestra villa y, en Albelda, pasó su infancia y largas temporadas de su juventud. 
Cursó el bachillerato en Huesca y Lérida y en la Universidad de Zaragoza las carreras de Derecho y Filosofía y Letras, obteniendo a los 20
años, el Doctorado en la primera de estas Facultades. Con vocación para la enseñanza, opositó a un puesto de profesor auxiliar en la Facultad de Derecho de Zaragoza, oposición que obtuvo y fue encargado de la cátedra de Derecho penal.
La familia Moncasi fue de tradición política en la provincia de Huesca pues tanto su padre, José Moncasi Cudós quien fue elegido Diputado
por Huesca, como sus tíos Manuel León Moncasi Castel, Diputado a Cortes por el Distrito de Benabarre; Gregorio Moncasi Castel, Diputado
Provincial por el distrito electoral de Fraga, y Diputado a Cortes por el distrito de Cervera; y Francisco Moncasi Castel, Diputado a Cortes
por el distrito de Benabarre, representando luego a Huesca en el Senado, como Senador Vitalicio por nombramiento del Presidente del Gobierno Práxedes Mateo Sagasta, se mantuvieron en la escena política española durante todo el siglo XIX, por lo que no es de extrañar que José Moncasi Sangenís, recién cumplidos los veintiséis años, se presentará como candidato por la coalición Acción Agraria Altoaragonesa, por la provincia de Huesca en las elecciones de Diputados a Cortes, del 19 de noviembre de 1933, obteniendo 31.487 votos, siendo el diputado más joven que ha tenido Aragón en las Cortes Españolas hasta entonces.